# Не-персе

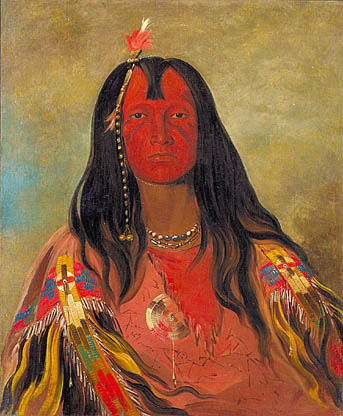
Портрет воїна племені не-персе «Без рогу на голові», намальована Джорджем Кетліном у 1832 році

Не-персе, також нез-персе (англ. Nez Perce, /ˌnɛzˈpɜːrs, ˌnɛs-/; автонім мовою не-персе: nimíipuu, що означає «ми, люди») — індіанське плем'я, корінний американський народ Плато, яке живе на частині земель південно-східної Колумбійського плато на північному заході Тихого океану. Цей регіон був заселений предками сучасних не-персе щонайменше 11 500 років тому.
Члени мовної групи сахаптінів, німіїпуу були домінуючим народом Колумбійського плато протягом більшої частини того часу, особливо після появи в цьому регіоні коней, які спонукали їх до розведення коней Аппалуза у XVIII столітті.
До першого контакту з європейськими народами німіїпуу були економічно та культурно впливовими в торгівлі та війнах, взаємодіючи з іншими корінними націями на великому просторі від західних берегів Орегону та Вашингтона, високих рівнин Монтани до північної частини Великого басейну в південному Айдахо та північній Неваді.
Французькі дослідники та мисливці без розбору використовували й популяризували назву «нез персе» для німіїпуу та сусідніх чинуків. Назва перекладається як «проколотий ніс», але тільки чинуки використовував таку форму прикрашення тіла.
Після війни не-персе та за вимогами Угоди 1863 року (згодом відомою серед німіїпуу як «Договір про злодіїв» або «Договір про крадіжки») та Акту Дауеса 1887 року про земельні наділи, індіанці народу були відрізані від більшості своїх садівничих ділянок по всій прерії Камас і запроторені в резервації в Айдахо, на Індіанській території Вашингтона та Оклахоми. Не-персе залишаються окремою культурою та мають політично-економічний вплив у своїй резервації та за її межами.
Як одне з п'яти федерально визнаних племен у штаті Айдахо, плем'я не-персе керує своєю резервацією корінних жителів у штаті через центральний уряд зі штаб-квартирою в Лапваї, відомий як Виконавчий комітет племені не-персе. Не-персе володіють лише 12 % власної резервації, а деякі не-персе здають землю в оренду фермерам або лісорубам. Нині виведення, видобуток і споживання лосося є важливою частиною культурного та економічного життя не-персе завдяки повному володінню або спільному управлінню підприємствами з різними розплідниками лосося, такими як Національний рибний завод «Кускіа» в Кускіа або Національний рибний завод «Дворшак» в Орофіно. Плем'я володіє та керує двома казино вздовж річки Клірвотер (у Камайї та на схід від Льюїстона), медичними клініками, поліцією та судом, громадськими центрами, ловлею лосося, радіостанцією та іншими установами, які сприяють розвитку економіки і культурному самовизначенню.
Деякі представники племені досі розмовляють своєю традиційною мовою.